# Mártires de Alapayevsk
Os Mártires de Alapayevsk eram membros da Casa de Romanov e pessoas próximas a eles, mortos por bolcheviques em 18 de julho de 1918, em uma mina próxima da cidade russa de Alapayevsk. Os assassinatos se deram no dia seguinte a morte do czar Nicolau II e sua família. Em 8 de junho de 2009, a Procuradoria-Geral da Rússia absolveu as vítimas.
Os santos mártires de Alapayevsk são:
- Grã-duquesa Isabel Feodorovna;
- Bárbara Yakovleva, freira do Mosteiro Marfo-Marin;
- Grão-Duque Sérgio Mikhailovich;
- Príncipe João Constantinovich;
- Príncipe Constantino Constantinovich;
- Príncipe Igor Constantinovich;
- Príncipe Vladimir Pavlovich Palei;
- Fyodor Semyonovich Remez, secretário particular.[4]

Em 1981, a Igreja Ortodoxa Russa no Exterior canonizou os mártires de Alapayevsk. No entanto, a Igreja Ortodoxa Russa canonizou apenas a Grã-Duquesa Isabel Feodorovna e Irmã Bárbara como neomártires.
O poço de mina onde ocorreu a execução se tornou um local de peregrinação religiosa e uma capela ortodoxa russa foi ali construída em 1992. Em 18 de julho de 2001, um mosteiro dedicado aos Novos Mártires da Rússia também foi construído próximo do local dos assassinatos.